# صمد بهرنجي
صمد بهرنجي (بالأذرية: Səməd Behrəngi )‏ (مواليد 24 يونيو 1939 - الوفاة 31 أغسطس 1967)، هو كاتب ومعلم وناقد اجتماعي ومترجم إيراني من أصول أذريّة. وهو مشهور بكِتابتِه لكُتب الأطفال، وخاصة كتاب السمك الأسود الصغير. تأثر بالأيديولوجيات اليسارية التي كانت شائعة بين المُثقفين الإيرانيين في عَصّره، بالعادة مثَّلَت
كُتُبه حياة الأطفال الفقراء في المناطق الحضرية، وتشجيع الأفراد على تغيير هذه الظروف التي كتبها في كتبه.

## وفاته
توفي بهرنجي غرقاً في نهر اراس، وقد إتُهِم نظام بهلوي بقتله. ويُعتقد أن أحد ضُباط الجيش واسمه اصغر فراهاتي، كان مَعَهُ عِندما غرق، والذي زاد بشكل كبير احتمال تورط السافاك في وفاتِه. وقد نفى الإتهامات الموجهة لهُ، مُدعياً أنه لم يَكن سِوى بجانبه لبعض الوقت.